# Olimpik Kropywnycki
Olimpik Kropywnycki (ukr. Футбольний клуб «Олімпік» Кропивницький, Futbolnyj Kłub „Olimpik” Kropywnyćkyj) – ukraiński klub piłkarski z siedzibą w Kropywnyckim. Założony w roku 2000.
Występuje w rozgrywkach ukraińskiej Drugiej Lihi.

## Historia
Chronologia nazw:
- 2000 – 15 lipca 2008: Olimpik Kirowohrad (ukr. «Олімпік» Кіровоград)
- 2009–2016: Olimpik Kirowohrad (ukr. «Олімпік» Кіровоград)
- 2016–: Olimpik Kropywnycki (ukr. «Олімпік» Кропивницький)

Klub piłkarski Olimpik został założony w Kropywnyckim w 2000 roku.
Klub występował w rozgrywkach amatorskich oraz Mistrzostw Ukrainy spośród zespołów amatorskich.
W 2007 roku zgłosił się do rozgrywek w Drugiej Lidze i otrzymał status profesjonalny.
W sezonie 2007/08 występował w Drugiej Lidze.
15 lipca 2008 roku Olimpik Kirowohrad zmienił nazwę na Zirka. W związku z tym, został odrodzony klub Zirka Kirowohrad, który ponownie występował od sezonu 2008/09 w Drugiej Lidze.
W 2009 klub został odrodzony i uczestniczył w rozgrywkach Amatorskiej ligi.

## Sukcesy
- 17 miejsce w Drugiej Lidze (1 x):

2007/08

## Trenerzy
...
- 01.2007–??.2007:  Wałerij Powstenko
- ??.2007–06.2008:  Jurij Kiewlicz
- 01.2009–...:  Jurij Kiewlicz

## Inne
- Zirka Kropywnycki